# 氷と炎の歌のテーマ
氷と炎の歌のテーマ（こおりとほのおのうたのテーマ）では、ジョージ・R・R・マーティン著のファンタジー小説シリーズである『氷と炎の歌』の中で追求される、いくつかのテーマについて述べる。小説に基づき、HBOドラマシリーズ『ゲーム・オブ・スローンズ』が放映されている。
『氷と炎の歌』の物語は、ウェスタロスと呼ばれる大陸と、エッソスと呼ばれる大陸を主とした架空世界を舞台としている。物語には3つの主要な筋があり、次第に絡み合うようになる。諸名家によるウェスタロスの王座を巡る争い、ウェスタロスの国境となる巨大な氷の〈壁〉の北での〈異形〉と呼ばれる脅威の増大、13年前の別の内戦で殺された王の娘であるデナーリス・ターガリエン(デーナリス・ターガリエン)のウェスタロスへの帰還と玉座を求める野望である。なお、ドラマシリーズでは内戦は17年前に起きたことになっている。
本シリーズからは以下のテーマが批評の対象になっている：魔法と現実、政治と社会、倫理の多面性、暴力と死、性表現、アイデンティティー、フェミニズム、宗教、そして食である。
本シリーズの第1部から第3部には岡部宏之による旧版と、酒井昭伸による新訳語を用いた改訂新版が存在し、両版の間では多くの名称の日本語訳が変更されているため、以下においては新訳語を用い、最初に使用された箇所では括弧内に旧訳語を示す。

## 魔法と現実
作者は当初、『氷と炎の歌 』の物語を描くに当たって、魔法の一切出て来ない歴史改変小説を書こうとしていたが、結局は魔法の色彩の強い作品とすることを選んだ。しかし、ハイ・ファンタジーのジャンルでは魔法を慎重に用いるべきであると、筆者は信じている。また、真に効果的な魔法とは、馴染みがないというだけの単に進んだ技術やありきたりの呪文などではなく、人間の理解力を超えてはるかに異質であり、危険である力を代表すべきだと考える。魔法は、頻繁に使われるからではなく、その定義そのものによって魔法的であるべきだと言う。物語において魔法の存在は次第に大きくなっていくが、他の多くのファンタジーのようにあからさまに使われるわけではない。本作品における多くの種類の魔法が、実はただ一つの謎の超自然力の現れであることが次第に明らかになる。
登場人物は、世界の自然的な性質だけを理解しており、〈異形〉(〈異形人〉)のような魔法的存在は彼らの理解力を超える。ウェスタロスの顕著な特徴の一つは、長く不規則な季節の存在である。ファンはこれを説明する科学的理論をいくつも生み出したが、マーティンは、科学的な理由ではなく超自然的でファンタジー的な理由が背景にあると強調する。夏は成長、豊穣、喜びを象徴する季節であり、冬は生存のために闘う暗い時を象徴する。もう一つの魔法的存在のドラゴンに関しては、人間とは異質な存在にすることを望んだため、会話をするドラゴンは描かないとマーティンは決めていた。マーティンはドラゴンをいわば核抑止力のように考えており、デナーリス・ターガリエンはドラゴンの飼い主として、世界で最も強力な人間となる。現代の核保有国と比較することで、武器が破壊を行うだけでなく、改革、改善そして建設をもたらすものであることを描く。
本質的に、すべての虚構は真実から乖離している。そこでマーティンはせめて虚構の核となる部分では何らかの現実を反映すべきだと考える。魔法や呪術ではなく、剣による争いや戦争や政治的陰謀を強調することで、ファンタジーというよりは歴史小説のような印象を与えようとする。別々の文学ジャンルであるはずのファンタジーとリアリズムの融合が称賛されている。魔法は登場人物の生きる世界の周辺部分にだけ残り、不思議なものというよりは恐ろしいものである。これは栄光につつまれた善と悪との戦いというより、封建社会に押しつぶされる人生についての物語である。この物語はファンタジーでありながら読者の期待に背き、読者が行ってみたいような世界を描くのではなく、時には読者が慣れ親しんだ現実にいやらしい位近いものになる。

## 政治と社会

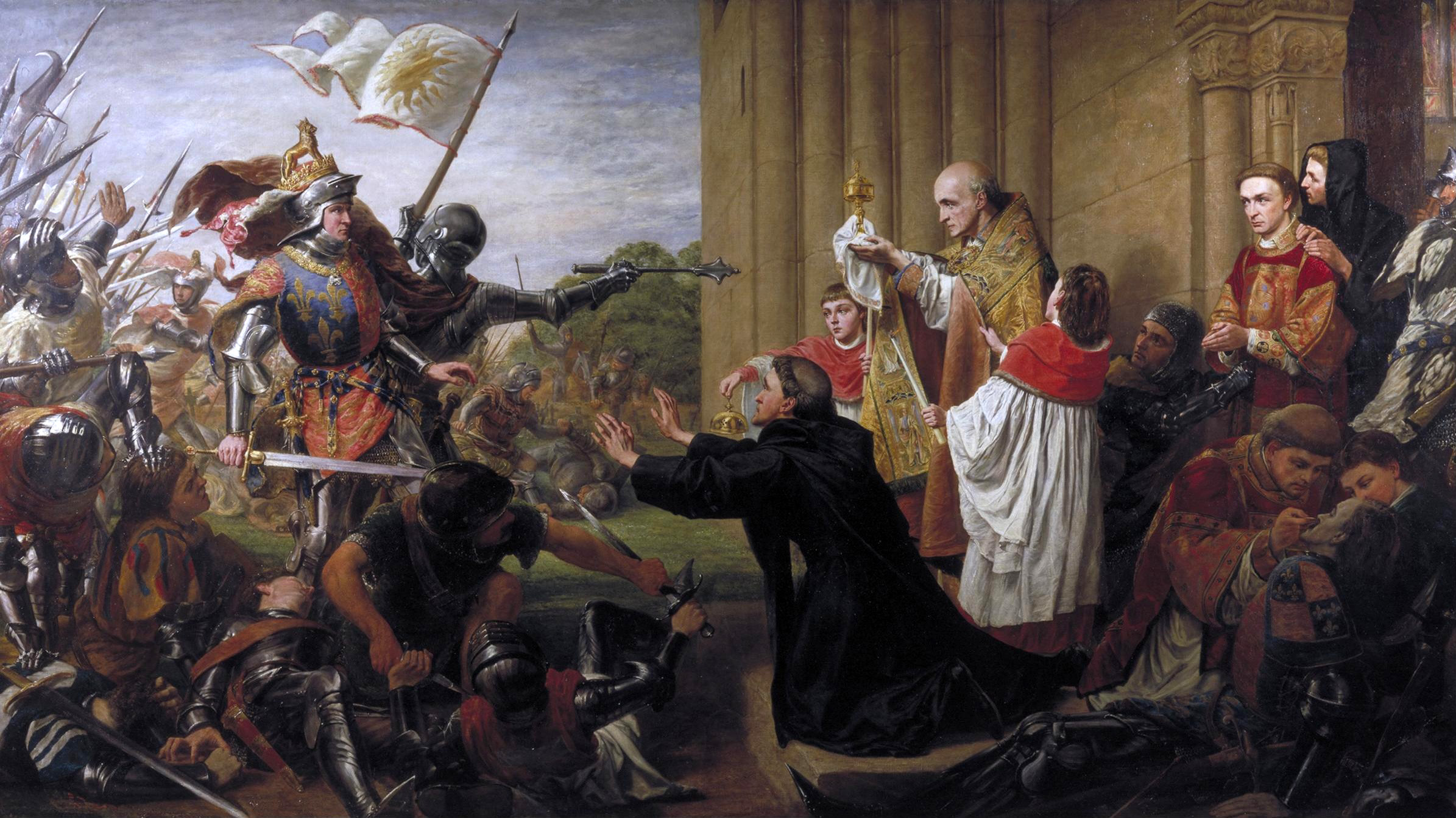
『氷と炎の歌』はイングランドの王位をめぐる内乱が連続した薔薇戦争に一部着想を得ている。

『氷と炎の歌』は、トールキン的な剣と魔法の物語というよりも、マキャベリ的な政治的陰謀を中心にした物語だと書くメディアもある。ウェスタロスと、薔薇戦争当時のイングランドとの類似性が指摘されている。すなわち、一つの玉座が国土を統一するが、玉座に誰が座るかをめぐって有力な諸名家が争う。真の王が不在なまま、国土には、自らの評判にしか関心を持たない、腐敗した貴族だけが残る。ゆるやかな同盟のもと、貧しくとも名誉を重んじる北部が狡猾な南部と戦う。どちらが勝とうが、庶民は苦しまなければならない。登場人物は、現代のように国家単位ではなく、中世のように街単位や血縁単位によって同盟を結ぶ。王は神の化身であると見られるため、王権の正統性は極めて重要である。マーティンは、正しくある事が常に優れた指導者の条件ではないこと、また指導者の決断がどのような結果を生み出すのかを描こうと望む。
中世では、人は自分の社会階層の義務と特権を身につけるよう躾けられる。本シリーズは、そのような中世の社会構造から来る社会的な摩擦を反映する。英雄よりは政治についての物語であり、栄光を求めるというよりは卑近な妄想のために必死にもがく人間像を描いている。善と悪との戦いではなく、封建社会の抑圧に由来する権力争いがここにはある。マーティンの強みは、大きな政治の物語を陰で動かす人間の物語を的確に把握するところである。王から盗人まで、マーティンはウェスタロス中のあらゆる魂の中を洞察している。これは賭け金のつり上がった世界であり、勝者は栄えるが敗者は無慈悲に踏みにじられる。登場人物は、この歴史の織物に逆らって、親しきものへの愛を選ぶのか、あるいは名誉、義務そして国土への関心を選ぶのかを決めなくてはならない。たいていの場合、高潔な選択をした者は自らの命でその代償を支払わねばならない。

## 倫理の曖昧さ
ファンタジーのジャンルの一般的なテーマといえば善と悪との戦いであるが、マーティンはこのようなトールキン以後のファンタジーの慣行も仮定も無視する。『指輪物語』は悪役を汚い黒い衣装で具現化したが、マーティンは、トールキンの模倣者達が善と悪の戦いをステレオタイプ的な決まりごとに単純化し過ぎだと感じる。現実世界で善や悪に対峙する時のように、マーティンは人の贖罪と性格の変貌を掘り下げる。時につれて、当初は好ましかった人物が非難すべき行動をとり、明らかに悪役だった人物が共感を呼ぶようになる。簡単にヒーローを見つけることは出来ず、不完全な動機を持つが時には共感できるような多くの登場人物の群舞がくりひろげられる。
マーティンは、オークや天使よりも白黒はっきりしない登場人物に魅かれ、一面ではヒーローである人物を他の面では悪役として描く。〈壁〉の〈冥夜の守人〉(〈夜警団〉)は、英雄であるが犯罪者でもある、黒衣をまとう者として描かれるが、彼らはファンタジーのステレオタイプを慎重に捻った類型である。さらに言えば、善なる〈冥夜の守人〉を黒い色で象徴させ、腐敗した〈王の盾〉に白い色を使っているのは、善に明るい色を用い、悪に暗い色を用いるファンタジーの伝統に反したものである。普遍的に愛される、あるいは嫌われるような架空の登場人物というものは、現実には余りに一次元的であるため、マーティンは読者が物語に入りこめるように、登場人物が多くの面を持つように描く。作品内での行動から、読者は誰が善で誰が悪なのかを自分自身が判断することになる。登場人物は多くの視点から、多くの面を描かれ、他のファンタジーと違い、悪役もまた自らの視点を提供する。実際に、歴史上のほぼすべての人間は自らの行動を正当化し、その敵を悪役と見なしてきたわけである。現実では、誰が善で誰が悪なのかを見極めるのは難しく、歴史上もっとも暗い悪役が時には善行を行い、偉大な英雄が弱さと欠点を備えていたわけである。

## 暴力と死
本作品では男の子がバルコニーから投げ落とされ、女性がその顔を噛み切られ、男性は鼻を切り落とされ、女の子は耳を切り落とされ、強姦も大虐殺も頻繁に起き、死体はその一部を動物に持ち去られ、そして人が斬首される。愛すべき登場人物を無慈悲に殺してしまうのが本作品の特徴であり、ファンは一度は本を部屋の隅に投げつけてしまうが、後で拾い上げることになる。登場人物が傷を負いやすく、いつ死ぬかもしれないため、物語の先行きに対して疑念が生じ、緊張感が持続する。
マーティンは、たとえファンタジーが想像から生み出されるとしても、現実世界を正直に反映する必要があると考える。現実世界では、たとえ愛すべき人でさえも醜い死に目に遭うことがある。余分な登場人物やオークの死は読者に何の影響もおよぼさないが、友の死ははるかに大きな感情的な衝撃をもたらす。マーティンが主要な登場人物を殺してしまうのは、ヒーローが無傷のままで生き延びることが最初からわかってしまうような物語に、いら立つためである。マーティンはこのようなリアリズムの欠如を嫌い、戦いの前夜におびえる兵士の心境に例えて語っている。マーティンは、読者がページをめくるにつれて、誰も安全ではないのだと恐れることを望む。 『指輪物語』が登場人物の死により読者を驚かせたことに刺激を受けたと言い、ヒーローの犠牲は人間性の何らかの深部を語るものであり、心を乱されることをいやがる読者はもっと気楽な本を読むべきだと言う。
戦闘場面で死ぬ登場人物を選ぶとき、マーティンは二番手以下の登場人物はあまり深く考えずに選ぶが、これはそのような登場人物がさして掘り下げられておらず、単なる名前だけの存在だからである。だが主要な登場人物の死とそのタイミングは物語の当初から計画されており、その場面を描くことは容易ではない。『剣嵐の大地』が3分の2ほど進んだところで起きる〈釁られた婚儀〉 (〈血染めの婚儀〉)と呼ばれる婚儀の章は、マーティンが描いた中で最も困難な場面であった。この章を執筆することを何度も後回しにし、結局は『剣嵐の大地』の最後に執筆することになった。読者の反応は称賛から降参までさまざまであった。マーティンはこの章について「この場面は書きづらかった。読むのも苦痛だろう。この場面は読者の心を引き裂き、恐れと悲しみで充たすだろう」と語っている。
戦争はトールキン以前から多くのファンタジーの中心である。だがモダン・ファンタジーにおいてはほとんどが善と悪との戦いになってしまっている。この小説では、戦争の倫理面ははるかに複雑である。戦争というものが高い致死率を伴うことを、この作品は反映している。この作品の戦争に対する態度は、ベトナム戦争の論争におけるマーティンの個人的経験によって形成されている。作者はベトナム戦争に反対の立場を取っており、作品はマーティンの戦争、暴力そしてその代償に対する見方を反映する。しかし、『乱鴉の饗宴』での裸足の司祭の反戦の演説を通して、作者の声が反映されているわけではないと強調し、作者は隠れた人形遣いであり続けることを望む。
プロットの捻りの一つとして、明らかに重要である登場人物の死と、死んでいたと信じられていた登場人物の復活がある。マーティンは、登場人物が死から復活する時に人格の転向は不可欠であると言う。肉体が動き始めるとしても、魂の一面は変貌を遂げ、何かを失っている。マーティンは『指輪物語』で灰色のガンダルフが白のガンダルフとして復活したことを評価せず、死んだままであればもっと強力な物語になったはずであると信じる。氷と炎の歌で死からよみがえった登場人物は外見が劣化しており、ある意味では同じ人物でさえない。何度も死から甦った登場人物に〈稲妻公〉、ベリック・ドンダリオンがいる。死から甦るたびに、彼の人間性と前世の記憶は少しずつ失われ、その血肉はそぎ落とされるが、死ぬ前に負っていた使命は覚えている。

## 性表現
マーティンの目から見ると、ファンタジーのジャンルは『氷と炎の歌』ほど性や性表現に焦点を当てず、しばしば児童文学のような扱い方をするか完全に無視をしている。『指輪物語』ですら女性、性、恋愛を正面から描かず、抽象的になぞるだけである。マーティンは、性行動を物語から省くことのできない人生の重要な動機づけであると考え、多くの登場人物に性衝動を与えて物語の真実味を強めている。中世では、騎士が淑女に詩を贈り馬上試合では淑女の印を身にまといながら、戦時にはその軍勢は何のためらいもなく女性を暴行したことに、マーティンは強い興味を抱く。
中世には幼年期と成人期の間の青年期という概念が存在しないことは、デナーリス・ターガリエンが13歳で性行為を行うことに表れている。子供は性的成熟によって完全な成人となるとされたため、多くの高貴な生まれの娘は13歳あるいはそれ以下の年齢で嫁いだ。ターガリエン家においては、古代エジプトのプトレマイオス朝やヨーロッパの君主が血統の純粋性を保つために行った近親婚が実践されていたことが、本作品では描かれている。しかし、マーティンはジェイミー(ジェイム)・ラニスターとサーセイ・ラニスターの双子の姉弟の間の近親相姦関係に精神病質的な要素も見出している。二人の強すぎる絆は、二人が見下している他人との人間関係を難しくしている。
マーティンは、「超絶的で刺激的で、心を奪うようなセックスだろうが、あるいは忌わしくひねくれて、暗くつまらない、おざなりのセックスだろうが」、この作品のセックスのシーンを読者に体験させようとする。しかし、マーティンは、この作品のセックス・シーンで嫌な思いをする読者がいるのは、アメリカ人のピューリタン的な態度のせいだと言う。ヴァギナに挿入されるペニスが嫌悪されるのに、誰かの頭を切り落とす斧が反感を買わないというのは、ひどい二重規範だと言う。楽しみのためであろうと儀式のためだろうと、余分なセックスと余分な暴力はいずれもプロットを進展させるわけではなく、異なる扱いはできないとする。人が夢中になる体験の感覚を詳しく描くことは、マーティンにとってプロットを進展させることよりも重要である。
イギリスにおける児童ポルノ法により、テレビドラマ化では幼い登場人物のセックスシーンを穏やかなものにするか、すべての登場人物の年齢を上げるしかなかった。HBOはセックスシーンを重視していたため後者を選択し、本にはないセックスシーンを追加したほどだった。『ゲーム・オブ・スローンズ』の試写会の後にはセックス、レイプそして売春宿に関する多くの論議が巻き起こった。USA Todayは、HBOが乳房と、裸の売春婦をふんだんに出したあまり、ウェスタロスに比べればラスベガスはまるで修道院のようだと評し、マーティンはこれに答えて、中世には数多く売春宿があったと述べた。

## アイデンティティー
自分が誰なのか、そして何をもって自分が自分なのかと言う疑問は、シリーズの顕著なテーマであり、シリーズが進むにつれてその傾向はさらに強くなる。視点人物たちは、名前を変え、章のタイトルの中においてさえその名前は変えられてしまう。アリア・スタークが最も良い例であり、キングズランディングからブレーヴォスに行く間に、アリー、ナイメリア、ナン、ソルティー、〈運河の猫〉などと名前を変えている。マーティンは次のように語る、「アリアはいくつもの異なるアイデンティティを経験する、そしてブレーヴォスに行き、その地の〈顔のない男たち〉の究極の目標は誰でもない者になることであり、服を着替えるようにアイデンティティを着替えることである」。
名前を変えるのはアリアだけではない。その姉のサンサ・スタークはアレイン・ストーンのアイデンティティーを身につける。ティリオン・ラニスターはヨロ、そしてヒューガー・ヒルの名前で旅をする。キャトリン・スタークはレディ・ストーンハート(〈石の心〉)となる。『竜との舞踏』のシオン・グレイジョイの章の名前は、リーク(くさや)、ウィンターフェルのプリンス、返り忠、ウィンターフェルの幽霊となるが、最後にシオンに戻る。マーティンは語る、「アイデンティティーはシリーズ全体、特に第五部で扱うテーマだ。何をもって我々は我々なのか？生まれなのか？血なのか？世界における地位なのか？もっと我々の中身に近いものなのか？人の価値だとか、記憶だとか」。

## フェミニズム
マーティンは男性優位社会に生きる数々の女性の登場人物を描いている。女性は根源的な欲求、夢そして影響力を持つ人間として描かれ、女性の気質も男性と同じように多様であることを示す。性別や年齢などが大きく違っても、マーティンは個別の登場人物を書きわけることができる。マーティンは、自分は女性不信ではないしフェミニズムの模範的存在でもないと言うが、子供時代に植えつけられた価値観は、たとえ意識上では拒否したとしても捨てることは出来ないと言う。作品がフェミニズム的であるのか反フェミニズム的であるのかの議論を歓迎し,、女性登場人物を好きだと言う沢山の女性読者に感謝している。だがフェミニストであるという宣言をするつもりはない。
デナーリス・ターガリエンとサーセイ・ラニスターは結婚を強制され、強い意志を持ち、敵に対して無慈悲なことで、類似性のある登場人物である。ウェスタロスでは血筋と相続が最も手早く確実に権力を主張する方法であるため、サーセイは弟ジェイミーの子をなし母親として立場を強化するが、憎む夫ロバートへの復讐のため、夫の血筋の世継ぎは生もうとしない。

## 宗教

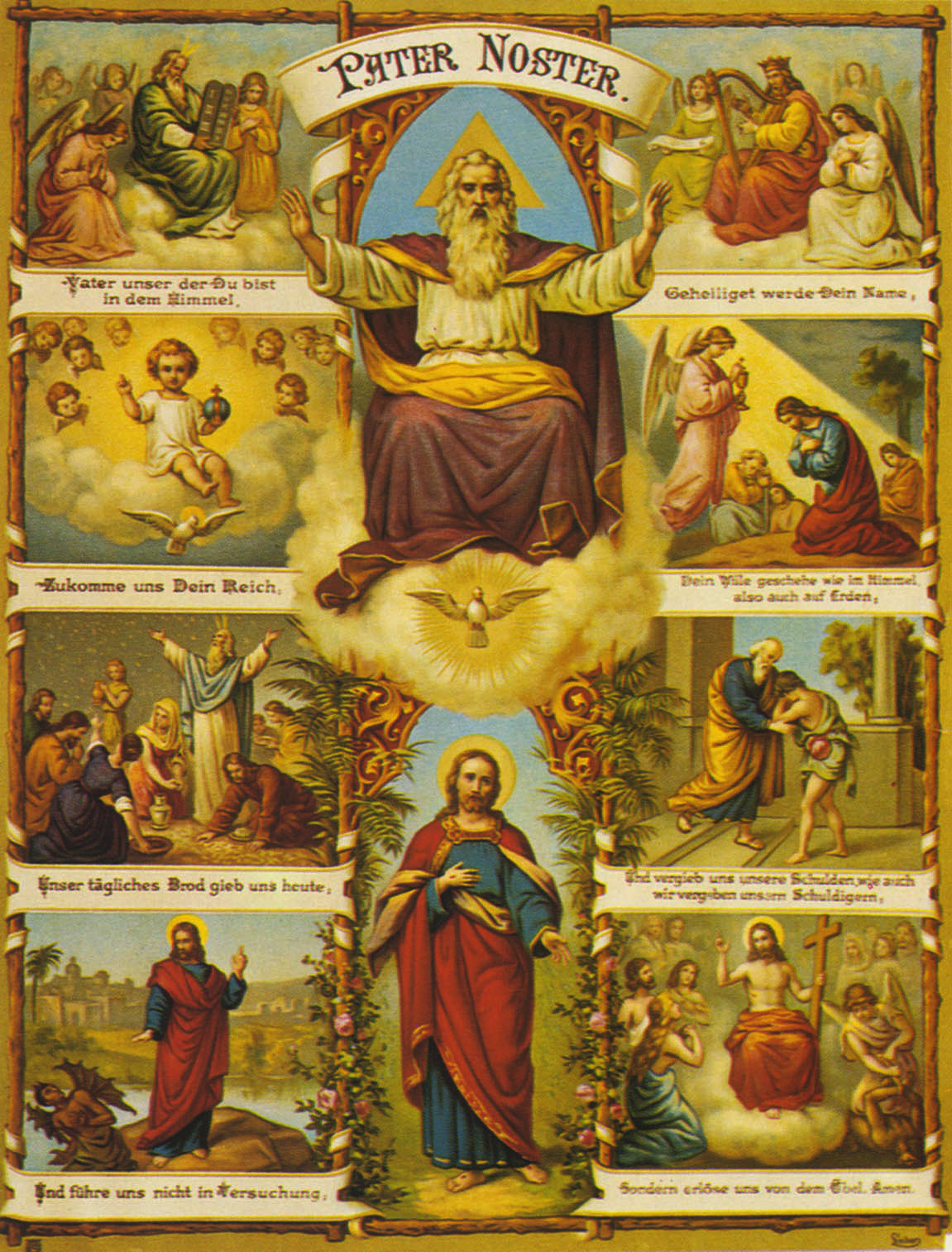
七神正教はキリスト教の三位一体の教義から着想を得ている。

トールキンの『指輪物語』とは違い、本作品は特定の宗教を詳しく描き、競合する他の宗教についても触れている。マーティンは作品をより現実的にするために宗教を描くが、これは中世の人々にとって宗教がきわめて重要であったためである。自らを無神論者あるいは懐疑論者の傾向を持つ、堕落したカトリック教徒であると考えてはいるが、マーティンは宗教と霊性に魅了される。もっともらしい宗教を一から構築することは難しいため、マーティンは実際の宗教に基づいて架空の宗教を描き、一対一の対応ではなく若干の変更や拡張を加えている。ウェスタロスの架空の歴史から、各々の宗教がどう進化したのかがわかる。各宗教は文化の気質を反映している。マーティンは実在の宗教のそれぞれが自らこそ真実であると主張することを疑い、「なぜ慈愛にあふれた神が強姦と拷問と苦痛に満ちた世界の存在を許すのか？」という、普遍的な疑問に対する回答に満足したことがない。
どの宗教も真実の信仰としては描かれず、多くの面で薄気味の悪い力の行使が描かれ、特定の宗教だけが美徳を備えているわけではない。マーティンは、多くの異なる魔法が、一つの謎めいた超自然的な力の現れであることを時間をかけて描くよう努め、読者が宗教間、そして魔法間の関係を解き明かせるようにする。読者は競合する宗教の正当性、教義、そして超自然的な力について自由に考えることができる。ウェスタロスでは、シリーズのどの神もデウス・エクス・マキナとしては登場しそうにないとマーティンは言う。

## 食
食は『氷と炎の歌』の中心要素であり、”必要以上の饗宴”であると批判する読者もいる。ファンが数えたところでは、第四部までで160皿もの料理が登場しており、農民の食事から駱駝、ワニ、烏賊、カモメ、そして油を塗られたアヒルや棘のある地虫までにわたる。鮮やかに描かれた食べ物は架空の世界に色彩や風味を加えるだけでなく、優れた脇役となっている。献立の中には、事件の予兆となるものや、食事をする人物のムードや気質にふさわしいものもある。マーティンの描く文化のリアリズムは、独特の食べ物や風味で補強されている。食事は登場人物の気質からプロットの進展まであらゆることの徴となるが、やがて訪れる冬の前では最後の収穫をじっくり楽しむこともできない。〈釁られた婚儀〉では、とても食べられそうにない献立が食べられ、読者は吐き気をもよおすような状況を予感することになる。
シリーズに出て来る料理を実際に作り始めたファンもいる。百万ヒットを超える訪問者のあった、献立についてのサイトもある。　「食べることは得意だが料理は不得意だ」と言うマーティンには、料理本を書いてくれという要請が何年にもわたって寄せられた。シリーズに基づく料理本”A Feast of Ice and Fire”と"The Unofficial Game of Thrones Cookbook"が2012年に出版された。